# Friedrich-Werner Graf von der Schulenburg
Friedrich-Werner Erdmann Matthias Johann Bernhard Erich von der Schulenburg (Kemberg, 20 novembre 1875 – Berlino, 10 novembre 1944) è stato un diplomatico tedesco.

## Biografia
Apparteneva alla stirpe aristocratica del Brandenburgo dei von der Schulenburg, che aveva dato alla storia numerosi militari e religiosi, e suo padre, il conte Werner von der Schulenburg, era discendente diretto del Reichsgraf generale Adolph Friedrich von der Schulenburg, nato conte Beetzendorf, ma sposando la figlia del celebre maresciallo Johann Matthias von der Schulenburg, ne acquisì il cognome e le sostanze; fratelli di Friedrich Werner erano Friedrich von der Schulenburg e Wedige von der Schulenburg.
Il giovane Friedrich Werner studiò al Wilhelm-Gymnasium di Braunschweig fino al 1895, intraprendendo da allora la carriera militare come ufficiale in un reggimento di fanteria di Potsdam; contemporaneamente continuò gli studi universitari a Losanna, Monaco di Baviera e Berlino, laureandosi in diritto internazionale e storia; lasciò quindi l'esercito per la carriera diplomatica nell'ambito del consolato, e già nel 1903 poteva vantare il rango di viceconsole a Barcellona, raggiungendo a seguire quello di console a Leopoli, Praga, Varsavia e nel 1911 Tiflis.
Richiamato alle armi nel 1914, partecipò alla prima battaglia della Marna e nell'ottobre 1914 era capitano di fanteria; nel 1915 venne mandato a far parte della missione del generale Otto Liman von Sanders e del generale barone Friedrich Kress von Kressenstein in Turchia presso l'esercito turco come addestratore; inoltre partecipò come rappresentante tedesco ai moti avutisi in Georgia contro i russi con l'appoggio dei tedeschi e ricevette la Croce di Ferro.
Finita la guerra fu ambasciatore a Beirut e a Damasco e poi ambasciatore di Germania nella Repubblica Democratica di Georgia, a Tiflis; sotto la Repubblica di Weimar von der Schulenburg ebbe una carriera più rapida nelle ambasciate, divenendo dal 1922 al 1934 ambasciatore a Teheran, Persepoli e Bucarest; amico di Diego von Bergen, durante gli anni della caduta della Repubblica di Weimar, si avvicinò al nazismo, che a torto von der Schulenburg considerava una difesa contro il comunismo e Hitler un "semplice trampolino di lancio" per il ritorno della monarchia in Germania, e nel 1934 giunse addirittura ad iscriversi al partito nazista. Nominato ambasciatore a Mosca, si rivelò una pedina determinante per il riavvicinamento tra Mosca e Berlino, riuscendo pazientemente a condurre in porto le trattative per la conclusione del Patto Molotov-Ribbentrop. 
Contrario all'invasione tedesca dell'URSS, tentò di sventarla in vari modi, anche mettendo sull'avviso i sovietici dei suoi sospetti in merito, inutilmente.  Agli inizi delle ostilità russo-tedesche nel 1941, verrà rimpatriato dai sovietici via Turchia.
Grazie al nipote Fritz-Dietlov von der Schulenburg, iniziarono i contatti di Friedrich-Werner con la resistenza tedesca e con Carl Friedrich Goerdeler e con Henning von Tresckow, coi quali condivideva l'idea di eliminare Hitler e concludere una pace con gli Alleati, salvando la Germania dal disastro. Von der Schulenburg avrebbe fatto quindi parte del cosiddetto Governo Beck-Goerdeler che si sarebbe formato dopo la morte di Hitler, probabilmente con il ruolo di ministro degli esteri, o nel caso più probabilmente che Ulrich von Hassell occupasse questa carica, segretario di stato per gli esteri.
Coinvolto quindi nel colpo di stato del 20 luglio 1944 messo in atto da Claus Schenk von Stauffenberg, dopo il fallimento di questo venne arrestato dalla Gestapo e processato al Tribunale del Popolo; condannato a morte venne impiccato nel carcere di Plötzensee; la salma di von der Schulenburg fu tumulata nel cimitero di Braunschweig.